# Neemuch

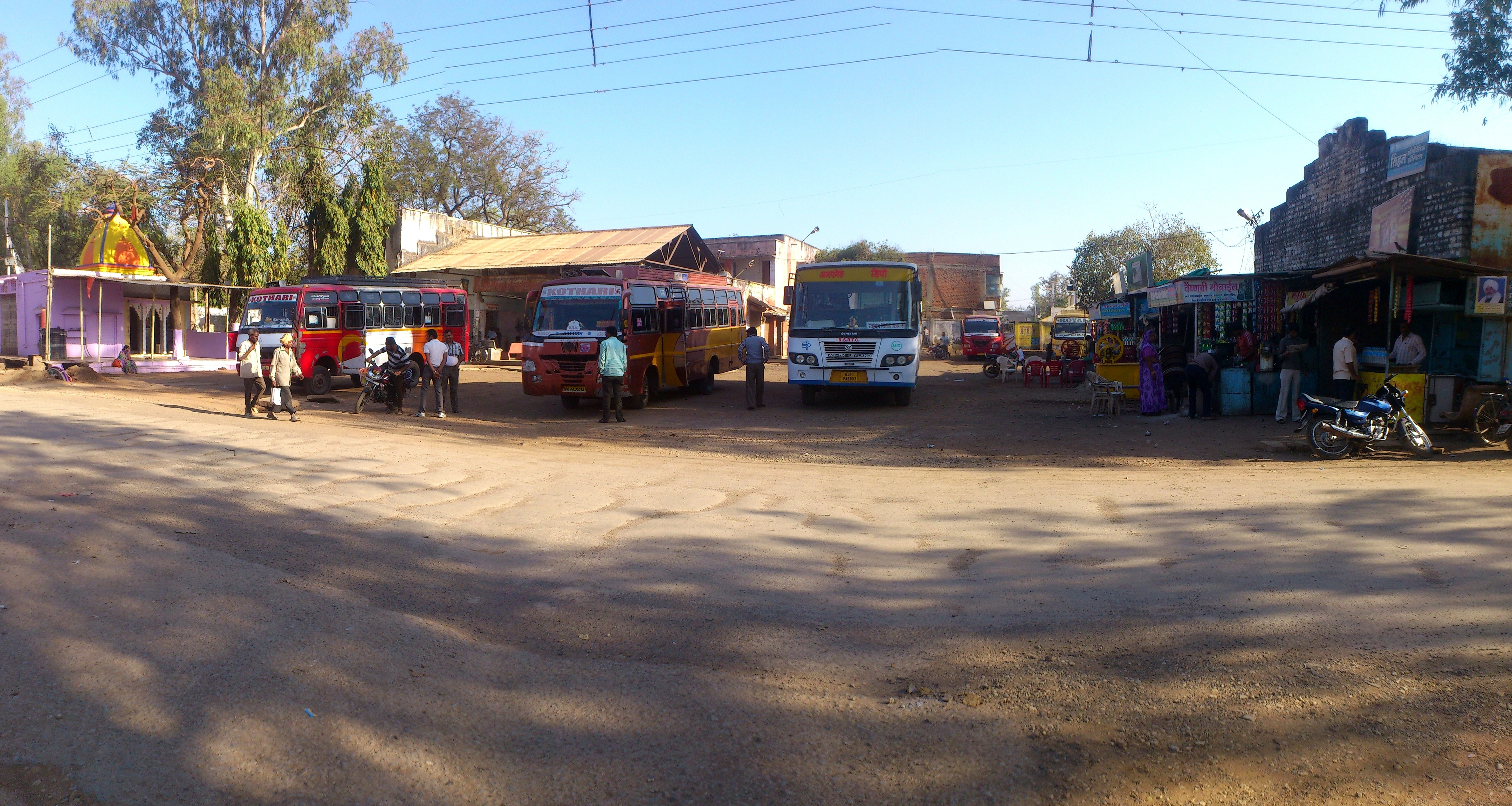
Busstation i Neemuch.

Neemuch är en stad i nordvästra delen av den indiska delstaten Madhya Pradesh, och är huvudort för ett distrikt med samma namn. Folkmängden uppgick till 128 095 invånare vid folkräkningen 2011. I Neemuch fanns före den indiska självständigheten 1947 en brittisk garnison.